# Station Jeziorany
Station Jeziorany was een spoorwegstation in de Poolse plaats Jeziorany.